# Bzyb (làng)
Bzyb (tiếng Abkhaz: Бзыԥ, Bzyph, tiếng Gruzia: ბზიფი, Bzipi, tiếng Nga: Бзыбь hoặc Бзыпта) là một khu định cư kiểu đô thị thuộc huyện Gagra của Abkhazia, Gruzia. Khu định cư nằm ngay bên sông Bzyb.

## Nhân khẩu
Tại thời điểm điều tra dân số năm 2011, Bzyb có dân số 4.719 người. Trong số đó, 54,7% người Abkhaz, 27,5% người Armenia, 10,7% người Nga, 3,7% người Gruzia, 0,9% người Ukraina và 0,3% người Hy Lạp.

### Chính quyền Huyện Gagra
1. 1 2  "Администрация городов, сёл и посёлков Гагрского района". Gagra DistrictAdministration. Bản gốc lưu trữ ngày 26 tháng 9 năm 2012. Truy cập ngày 28 tháng 5 năm 2012.